# كريستين فيفيان ستيفنز
كريستين فيفيان ستيفنز (بالإنجليزية: Christine Vivienne Stephens)‏ أكاديمية وعالمة في علم النفس نيوزيلندية. تعمل حاليًا أستاذة علم النفس في جامعة ماسي ومقرها بالمرستون نورث. وهي أحد الأعضاء المؤسسين للجمعية الدولية لجمعية الصحة الحرجة، والتي ترأستها أيضًا. هي حاليا أمين صندوق الجمعية.

## روابط خارجية
- الصفحة الرئيسية للمؤسسة
- كريستين فيفيان ستيفنز منشورات مفهرسة من قبل جوجل سكولار